# T.S. Eliot Prize
T.S. Eliot Prize – brytyjska nagroda literacka przyznawana corocznie najlepszemu angielskiemu tomikowi poetyckiemu opublikowanemu w UK lub Irlandii Północnej, nazwana imieniem T.S. Eliota. 
Nagroda została ustanowiona w 1993 roku, z okazji czterdziestolecia funkcjonowania brytyjskiego Poetry Book Society. Laureat nagrody otrzymuje nagrodę finansową, która (od 2015 roku) wynosi 20000£. Finaliści nagrody, których książki znajdą się na tzw. krótkiej liście otrzymują 1500£.  

## Lista laureatów
- 2021 – Joelle Taylor(inne języki), C+nto & Othered Poems
- 2020 – Bhanu Kapil(inne języki), How to Wash a Heart
- 2019 – Roger Robinson(inne języki), A Portable Paradise
- 2018 – Hannah Sullivan(inne języki), Three Poems
- 2017 – Ocean Vuong, Night Sky with Exit Wounds
- 2016 – Jacob Polley(inne języki), Jackself
- 2015 – Sarah Howe(inne języki), Loop of Jade
- 2014 – David Harsent(inne języki), Fire Songs
- 2013 – Sinéad Morrissey(inne języki), Parallax
- 2012 – Sharon Olds(inne języki), Stag's Leap
- 2011 – John Burnside(inne języki), Black Cat Bone
- 2010 – Derek Walcott, White Egrets
- 2009 – Philip Gross(inne języki), The Water Table
- 2008 – Jen Hadfield(inne języki), Nigh-No-Place
- 2007 – Sean O’Brien(inne języki), The Drowned Book
- 2006 – Seamus Heaney, District and Circle
- 2005 – Carol Ann Duffy, Rapture
- 2004 – George Szirtes(inne języki), Reel
- 2003 – Don Paterson(inne języki), Landing Light
- 2002 – Alice Oswald(inne języki), Dart
- 2001 – Anne Carson, The Beauty of the Husband
- 2000 – Michael Longley, The Weather in Japan
- 1999 – Hugo Williams(inne języki), Billy’s Rain
- 1998 – Ted Hughes, Birthday Letters
- 1997 – Don Paterson(inne języki), God's Gift to Women
- 1996 – Les Murray(inne języki), Subhuman Redneck Poems
- 1995 – Mark Doty(inne języki), My Alexandria
- 1994 – Paul Muldoon, The Annals of Chile
- 1993 – Ciarán Carson, First Language: Poems